# بيل جونز (مصور)
بيل جونز (بالإنجليزية: Bill Jones)‏ هو مصور أمريكي، ولد في 15 أغسطس 1946.